# Dicranomyia (Melanolimonia) aurita
Dicranomyia (Melanolimonia) aurita is een tweevleugelige uit de familie steltmuggen (Limoniidae). De soort komt voor in het Oriëntaals gebied.